# かすや昌宏
かすや 昌宏（かすや まさひろ、1937年（昭和12年）7月18日 - ）は、日本の絵本作家。日本児童出版美術家連盟に所属している。
兵庫県出身。1960年に上京、児童演劇活動ののち絵本の世界に入る。イギリス、フランス、アメリカ、ドイツ、スイス等海外でも高い評価を受け多くの絵本が出版されている。絵本のほか、イラストレーション、カレンダー、ポスター、表紙絵、教科書の挿絵（『ごんぎつね』(小学国語4年／光村図書）・『やまなし』（小学国語6年／光村図書））等を手がけている。

## 受賞歴
- 1978年 - ボローニャ国際児童図書展批評家賞（絵本『のあのはこぶね』）
- 1979年 - イタリア国際児童年記念ポスター世界コンクール展入賞

## 作品一覧
- 1971年『ちいさなはらっぱ』（文・渡洋子）至光社
- 1972年『しろいはなのき』至光社
- 1977年『ばべるのとう』（文・佐久間彪）至光社
- 1978年『のあのはこぶね』（文・佐久間彪）至光社
- 1980年『くりすます』（文・佐久間彪）至光社
- 1981年『ちいさなもみのき』（文・佐久間彪）至光社
- 1982年『くつやのまるちん』（原作・トルストイ／文・渡洋子）至光社
- 1982年『ふしぎなおんがく』至光社
- 1982年『むくどりのゆめ』（作・浜田広介）チャイルド本社（チャイルド絵本館、日本の名作）
- 1982年『少女ミンコの日記』（作・今井美沙子）ポプラ社(文学の館)
- 1982年『はいたつされたふしぎなじゅもん』（作・奥田継夫）大日本図書（大日本ようねん文庫）
- 1983年『どこまでもおおきい』（文・佐久間彪）至光社
- 1984年『ろびんのくりすます』（詩・渡洋子）至光社
- 1984年『ハマヒルガオのちいさな海』（作・今西佑行）あすなろ書房
- 1984年『とらねこサブ』（作・新冬二）太平出版社（太平ようねん童話、おはなしワンツースリー）
- 1985年『ひかりがいきている』（詩・渡洋子）至光社
- 1986年『まほうつかいへのてがみ』（作・渡洋子） 大日本図書（大日本よねん文庫）
- 1989年『なーんのはながひーらいた？』（文・香山美子）　童心社（絵本・ちいさななかまたち）
- 1989年『星のふる森』（文・渡洋子）あすなろ書房
- 1990年『動物のうた』--新版--（作・室生犀星）大日本図書
- 1994年『くつやのまるちん』（原作・トルストイ／文・渡洋子）至光社（ブッククラブ、国際版絵本）
- 1994年『フランシスコとおおかみ』（文・石井健吾）至光社（ブッククラブ、国際版絵本）
- 1995年『クリスマスのちいさなほし』（文・渡洋子）至光社（ブッククラブ、国際版絵本）
- 1998年『ごんぎつね』（作・新美南吉）あすなろ書房
- 1998年『夕やけケーキをやく三人のまじょ』（作・渡洋子）大日本図書（子どもの本）
- 2001年『星とトランペット』（文・竹下文子）日本標準（青空文庫）
- 2006年『ひかりにつつまれて』（文・渡洋子）至光社（ブッククラブ、国際版絵本）
- 2008年『ありがとうサンタさん』（文・内田麟太郎）女子パウロ会
- 2009年『てんしとくつやさん』（原作・トルストイ／文・渡洋子）至光社
- 2014年『うきうき わくわく』（文・渡洋子）至光社